# Chloranthus multistachys
Chloranthus multistachys är en tvåhjärtbladig växtart som beskrevs av Sheng Seng Ji Pei. Chloranthus multistachys ingår i släktet Chloranthus och familjen Chloranthaceae. Inga underarter finns listade i Catalogue of Life.